# Firmin van den Bosch
Firmin van den Bosch (1864-1949) est un magistrat et écrivain belge de langue française.

## Biographie
Firmin van den Bosch, qui a des ancêtres français, est le fils d'Alphonse van den Bosch et de Marie Duvivier. Il épousa en 1893 Anna De Volder (1870-1956) avec qui il eut cinq enfants. Il est le grand-père du pilote de chasse et héros de la France libre Régis Deleuze. Van den Bosch obtint en 1933 concession de noblesse héréditaire, avec le titre de baron transmissible par primogéniture.
Il fit ses études au petit séminaire de Saint-Trond, puis aux facultés universitaires de Namur et à l'université de Gand où il décrocha son doctorat en droit. Il s'inscrivit ensuite au barreau de Gand.
Il avait vingt ans lorsqu'il devint l'ami de Max Waller qui le fit entrer dans le groupe des Jeunes Belgique : il y côtoya Eugène Demolder, Iwan Gilkin, Georges Eekhoud, Albert Giraud et les frères Jules et Olivier-Georges Destrée.
Van den Bosch était un catholique convaincu et quitta rapidement La Jeune Belgique : la revue défendait la théorie de « L'art pour l'art », alors que ses principes le poussaient vers « L'art pour Dieu ». Il collabora à des revues telles que L'Impartial et le Magasin littéraire. Il forma bientôt un tandem avec Henry Carton de Wiart lors des congrès catholiques à Malines, où un groupe de jeunes intellectuels se manifesta. Après avoir collaboré en tant que rédacteur en chef à la revue Le Drapeau, disparue un an après sa création en raison de dissensions internes, il fonda avec Carton de Wiart et l'abbé Henry Moeller le groupe Durendal, appelé à jouer un rôle important en ce qui concerne l'art et la culture catholiques.
Firmin van den Bosch fut nommé procureur du Roi à Termonde en 1901 et avocat général à la cour d'appel de Gand en 1906. En 1910, il fut désigné comme juge aux Tribunaux mixtes d'Égypte (en).
Après avoir participé à l'élaboration de la première Constitution égyptienne, inspirée de la Constitution belge, il joua les médiateurs dans un différend opposant le roi Fouad Ier et son premier Ministre. Durant la Première Guerre mondiale, le gouvernement belge l'envoya en mission de propagande en Grèce. Après-guerre, il retourna en Égypte où il fonda une université populaire et présida une commission chargée d'étudier le développement du port d'Alexandrie.
Firmin van den Bosch revint en Belgique en 1930 et se consacra désormais exclusivement à la littérature. Il fonda les Scriptores catholici, l'association des écrivains catholiques belges.
Il fut élu membre de l'Académie royale de langue et de littérature françaises de Belgique en 1936.

## Œuvres
Van den Bosch a écrit dans beaucoup de revues comme La Revue belge, La Belgique artistique et littéraire, La Lutte, La Vie intellectuelle, Revue générale.
Il a publié de nombreux livres :
- Coups de plume, 1892
- Sous le bleu. Impressions d'Italie, 1892
- Essais de critique catholique, 1898
- Le Crime de Luxhoven, 1908
- Littérature d'aujourd'hui, 1909
- Les Lettres et la vie, 1912
- Le Long de ma route. Égypte-Palestine-Grèce, 1924
- Sur l'écran du passé, 1931
- Vingt années d'Égypte, 1932, prix Thérouanne de l'Académie française
- Dans le bois sacré, 1934
- Sur le forum, 1934
- Ceux que j'ai connus, 1940
- Aphorismes du temps présent, 1942
- La Tentation de l'Orient, 1944
- Vagabondages littéraires, 1944

## Distinctions
- Grand officier de l'ordre de la Couronne en 1946.
- Grand officier de l'ordre de Léopold II.

### Source
- (nl) Cet article est partiellement ou en totalité issu de l’article de Wikipédia en néerlandais intitulé « Firmin van den Bosch » (voir la liste des auteurs).